# Institut des Beaux-arts de Foumban
 (mars 2025).
 (mars 2025).
L'Institut des Beaux-arts de Foumban aussi connu sous l'appelation de Institut des Beaux Arts de l'Université de Dschang, créé en 1993, est un institut public d'Afrique Centrale orienté dans la formation artistique et culturelle. Il se situe à Foumban, cité des arts du Cameroun et propose des formations en Arts plastiques, arts de l’ingénieur, Technologie et patrimoine et arts du spectacle. Il s'inscrit dans en accord avec la Stratégie Opérationnelle de la Nouvelle Gouvernance Universitaire.

## Historique
L’Institut des Beaux-arts de Foumban (IBAF) voit le jour dans le cadre d'une réforme universitaire par Décret N° 93/029 du 19 Janvier 1993 portant Organisation Administrative et Académique de l’Université de Dschang. Il est officiellement opérationnel depuis la rentrée académique 2009/2010. Cet institut est de se fait sous la houlette de l'Université de Dschang. même si le Campus est situé dans la ville de Foumban. Sa mission est de promouvoir les arts et la technologie afin d’en faire un élément moteur du développement des industries culturelles et artistiques au Cameroun.

## Administration

### Directeurs
Dji Mouiche Ibrahim.
Ghogomu Tih Raphael.

## Domaines d'études
L'institut offre deux principaux domaines d'études notamment Arts, Métiers de la Culture et Génie civil, Urbanisme, Architecture.  

## Organisation
La formation à l’IBAF s’organise autour de 16 filières orientées dans 6 Départements.

### Départements et Formations
- Arts plastiques et Histoire de l’Art (sculpture, peinture, dessin, gravure, art céramique, histoire de l’art et arts contemporain)
- Arts décoratifs (stylisme, modélisme et arts textiles, arts de l’environnement)
- Arts, technologie et patrimoine (technologie des argiles et métaux, technologie des bois et fibres, patrimoine et muséologie)
- Arts du spectacle (art cinématographique, art musical, art chorégraphique, art de la scène)
- Architecture et Art de l’ingénieur
- Enseignements Généraux (enseignements transversaux de base et enseignements complémentaires).

### Diplôme
Les formations se sanctionnent par l'obtention des diplômes de licence et de master pour toutes les spécialisations.

### Activités de recherche et appui au développement
Les activités de recherche tant fondamentale qu'appliquée, et les expérimentations se focalisent dans le domaine des arts et technologies. 
En ce qui concerne l’appui au développement, il s'agit de l’encadrement des artisans, artistes et producteurs locaux, la valorisation des résultats de recherche dans la production des œuvres d’art et dans l’amélioration des techniques artistiques.

## Admission
L’admission en première année du cycle de licence à cet institut se fait par voie de concours et est ouverte aux titulaires du BAC ou de GCL A/L en deux matières scientifiques,.

## Personnalités liées à l'Institut
Roger Tsafack Nanfosso,.